# Heinz Weigel (Fußballspieler, 1930)
Heinz Weigel (* 20. Juni 1930) ist ein ehemaliger deutscher Fußballspieler.

## Werdegang
Der junge Stürmer Heinz Weigel gehörte ab 1948 zum Spielerkader der SG Planitz.
Anschließend spielte er in der Saison 1949/50 für Arminia Bielefeld in der seinerzeit erstklassigen Oberliga West. Dort kam er nur zu einem Einsatz ohne Torerfolg und konnte so den direkten Wiederabstieg der Bielefelder nicht verhindern. Weigel wechselte daraufhin zum BFC Alemannia 90 in die erstklassige Berliner Vertragsliga. Hier absolvierte er in der Herbstserie 1950 drei Einsätze ohne Tor. Nach einer anderen Quelle kehrte er vorübergehend in die DDR zurück und spielte für das Landesklassenteam Aktivist „Karl Marx“ Zwickau.
1951 schloss sich Weigel dem VfB Oldenburg an, wo er auf den früheren Planitzer Trainer Kurt Schmidt traf. Mit ihm und drei weiteren Oldenburgern ging er ein Jahr später zu Bayern Hof. 1957 wechselte Weigel dann zu Tennis Borussia Berlin, wo er in der Saison 1957/58 die Meisterschaft feiern konnte. Im entscheidenden Spiel gegen Viktoria 89 erzielte Weigel ein Tor. In der Endrunde um die deutsche Meisterschaft kam Weigel in zwei der drei Gruppenspiele zum Einsatz, allerdings wurde TeBe ohne Punktgewinn Gruppenletzter. 1959 verließ Weigel Tennis Borussia mit unbekanntem Ziel. In der Vertragsliga Berlin absolvierte Heinz Weigel 15 Ligaspiele und erzielte fünf Tore.